# Gure Esku Dago
Gure Esku Dago (littéralement “C’est entre nos mains” en basque ou “Ça dépend de nous”, “c'est notre décision”), est une plateforme créée en juin 2013 à Irun en faveur du droit de décider au Pays basque. Gure Esku Dago est une initiative qui se veut plurielle et “sans précédent” en faveur du droit à l’autodétermination. Zelai Nikolas en est le porte-parole. Gure Esku dago a pour but de réunir les personnes favorables au droit de décider quelle que soit leur appartenance politique.

## Précédents historiques
Le 23 août 1989, les citoyens d'Estonie, Lettonie et Lituanie avaient formé la Voie balte liant avec une chaîne humaine les trois capitales pour demander l'indépendance des Pays baltes. Ils ont obtenu leur indépendance en septembre 1991, après le coup d'état de Moscou le 21 août 1991.
Le 11 septembre 2013, la Voie catalane, chaîne humaine de 400 km, proposée par l'Assemblea Nacional Catalana (ANC) et Òmnium Cultural pour la Fête nationale de la Catalogne de 2013 allant par l'ancienne Via Augusta, réunie des centaines de milliers de personnes.

## Chaîne humaine
Ce mouvement commença à Goierri (Guipuscoa) à travers l'association Nazioen Mundua en 2007. Un groupe de personnes, à travers les sports traditionnels basques, chercha initialement à faire rencontrer des citoyens basques, de sensibilités différentes pour exiger le droit de décider, de cultiver de solides relations, avec les représentants du sport et de la politique écossaises.
En juin 2013, Gure Esku Dago reçoit le soutien des représentants les plus importants de la musique et de la culture du Pays basque.
À la suite de l'engouement que cela suscite, en novembre 2013, au Plateruena Kafe Antzokia de Durango, la plateforme fait une présentation officielle de ses principaux objectifs, afin de former la chaîne humaine de 123 km de Durango à Pampelune. Les organisateurs de cet événement le considère comme un point de départ, pas la fin d'un mouvement, mais plutôt le début d'une nouvelle étape.